# روبن وايغرت
روبن وايغرت (بالإنجليزية: Robin Weigert)‏ هي ممثلة أفلام وتلفزيون أمريكية ولدت في يوم 7 يوليو 1969 في مدينة واشنطن العاصمة في الولايات المتحدة مثلت في عدة أفلام أشهرها فيلم ارتجاج الدماغ في سنة 2013 وفيلم تضحية البيدق في سنة 2015.

## وصلات خارجية
- روبن وايغرت على موقع IMDb (الإنجليزية)
- روبن وايغرت على موقع ألو سيني (الفرنسية)
- روبن وايغرت على موقع أول موفي (الإنجليزية)
- روبن وايغرت على موقع قاعدة بيانات برودواي على الإنترنت (الإنجليزية)
- روبن وايغرت على موقع قاعدة بيانات الأفلام السويدية (السويدية)
- روبن وايغرت على موقع ديسكوغز (الإنجليزية)
- روبن وايغرت على موقع قاعدة بيانات الفيلم (الإنجليزية)
- روبن وايغرت على موقع كينوبويسك (الروسية)

- الموقع الرسمي